# Липчанский, Иван Карпович
Иван Карпович Липчанский (1912—1988) — военнослужащий Рабоче-крестьянской Красной Армии в годы Великой Отечественной войны, Герой Советского Союза (29.06.1945). Старшина.

## Биография
Родился 15 февраля 1912 года в станице Государственная Терского казачьего войска (ныне — Советская Кировского района Ставропольского края). Из казачьей семьи. После гражданской войны в 1921 году остался полным сиротой и воспитывался в семье старшего брата. После окончания неполной средней школы (7 классов) с 1926 года работал в крестьянском хозяйстве. С 1930 года трудился трактористом, комбайнёром и водителем в МТС и в совхозе. 
В июне 1941 года призван на службу в Рабоче-крестьянскую Красную Армию. Сначала был направлен в 10-й автотранспортный полк Северо-Кавказского военного округа (Орджоникидзе). Но уже с июля того же года воевал стрелком на фронтах Великой Отечественной войны в составе 13-й армии Западного фронта. Участвовал в Смоленском оборонительном сражении и в битве за Москву. В бою 7 октября 1941 года был тяжело ранен, три месяца лежал в госпиталях, затем снова на фронте. Освоил специальность пулемётчика. В мае 1944 года под Оршей получил тяжёлые травмы и полтора месяца лечился, затем служил в 212-м запасном стрелковом полку. С сентября 1944 года воевал в составе 11-й гвардейской армии, в 5-й гвардейской и в 83-й гвардейской стрелковых дивизиях. Участвовал в Гумбиннен-Гольдапской (в этой операции был санитаром роты 12-го гвардейского стрелкового полка и за храбрость при эвакуации раненых с поля боя получил свою первую награду медаль «За отвагу») и в Восточно-Прусской стратегической наступательной операции (за отличия в мартовских боях 1945 года награждён орденом), в том числе и в штурме Кёнигсберга.
Пулемётчик 248-го гвардейского стрелкового полка 83-й гвардейской стрелковой дивизии 11-й гвардейской армии 3-го Белорусского фронта гвардии красноармеец Иван Липчанский отличился во время Восточно-Прусской стратегической наступательной операции.
26 апреля 1945 года Иван Липчанский в составе передовой группы из 25 бойцов был высажен с катеров Балтийского флота в составе западного отряда десанта на косу Фрише-Нерунг (ныне — Балтийская коса) в Восточной Пруссии и принял активное участие в боях с противником на этой косе. Вместе с товарищами он уничтожил 8 огневых точек, отразил несколько немецких контратак, лично уничтожил 17 вражеских солдат, ещё 9 захватил в плен. После ранения одного из офицеров принял командование подразделением на себя.
Указом Президиума Верховного Совета СССР от 29 июня 1945 года гвардии красноармейцу Ивану Карповичу Липчанскому присвоено звание Героя Советского Союза с вручением ордена Ленина и медали «Золотая Звезда».
Участник Парада Победы. После окончания войны в звании гвардии старшины Липчанский был демобилизован. Несколько лет проживал в Кёнигсбергской (с 1946 года — Калининградской) области, где трудился заместителем директора дома отдыха в Светлогорске, директором Славского лесхоза, заведующим чайной в Славске. После 1960 года переехал в город Самарканд, а затем в Нальчик. Умер 8 марта 1988 года.

## Награды
- Медаль «Золотая Звезда» Героя Советского Союза (№ 6942, 29.06.1945)
- Орден Ленина (29.06.1945)
- Орден Отечественной войны I степени (11.03.1985)
- Орден Красной Звезды (13.04.1945)
- Медаль «За отвагу» (29.10.1944)
- Ряд других медалей СССР

## Память
- Именем И. К. Липчанского названа улица в Москве[9].
- На здании школы в станице Советской, в которой учился Герой, в его честь установлена мемориальная доска[10].
- Памятная доска установлена также на доме в Нальчике (проспект Шогенцукова, дом 26), где жил Герой.
- В родной станице Советской ежегодно проводится юношеский футбольный турнир памяти И. К. Липчанского[11].